# Höhere Fachschule (Schweiz)

Logo der Konferenz HF

Die Höheren Fachschulen (HF) sind Einrichtungen der höheren Berufsbildung in der Schweiz. Staatliche, halbstaatliche oder private Organisationen können sich ihre Bildungsgänge als Bildungsgänge der Höheren Fachschule anerkennen lassen. Die Studienzeit kann, wenn nicht bereits genügend Berufserfahrung vorhanden ist, ein Praktikum beinhalten. 
Im Gegensatz zu den Fachhochschulen  stehen die Höheren Fachschulen den Inhabern eines Eidgenössisches Fähigkeitszeugnis offen, ohne dass sie eine Berufsmaturität haben müssen.
Im Schuljahr 2018/19 gab es an den höheren Fachschulen rund 33 700 Studenten. Im Jahr 2019 wurden rund 9 700 Diplome Höherer Fachschulen erworben.

## Bereiche
Das Eidgenössische Departement für Wirtschaft, Bildung und Forschung erliess am 1. November 2017 (ersetzt die Version vom 11. März 2005) eine Verordnung, die eine höhere Fachschulausbildung für folgende Bereiche vorsieht:
- Technik; (HFT bzw. TS) (siehe Technikerschule)
- Gastgewerbe, Tourismus und Hauswirtschaft; (teilweise Hotelfachschulen genannt)
- Wirtschaft (HFW);
- Land- und Waldwirtschaft;
- Gesundheit (HFGS);
- Soziales und Erwachsenenbildung;
- Künste und Gestaltung;
- Verkehr und Transport
- Recht

Die Bereiche Künste, Gestaltung und Design sowie Verkehr und Transport wurden 2010 in die Verordnung aufgenommen.

## Ziel
Das Hauptziel liegt in der Vermittlung von Kompetenzen, die die Studenten befähigen sollen, in ihrem Bereich selbständig Fach- und Führungsverantwortung zu übernehmen.
Die Abschlussexamina werden vom jeweiligen Lehrinstitut selbst abgenommen, sofern dessen Bildungsgang vom SBFI (Staatssekretariat für Bildung, Forschung und Innovation) anerkannt ist. Absolventen erlangen den Titel «Dipl.-(Beruf) (HF)», also etwa Diplomierter Betriebswirtschafter HF, Dipl. Techniker HF, Dipl. Erwachsenenbildner HF oder Dipl. Dentalhygieniker HF. Sie sind zugelassen zur MAS-Weiterbildung an Hochschulen.
Im Jahr 2020 gab es in der Schweiz rund 323 höhere Fachschulen mit mehr als 400 Bildungsgängen HF, 150 sind Mitglied in der Schweizerischen Konferenz der Höheren Fachschulen, der Dachorganisation aller Höheren Fachschulen der Schweiz.

## Rahmenbedingungen
Höhere Fachschulen als solche sind nicht eidgenössisch anerkannt, sondern die einzelnen Bildungsgänge sind durch das SBFI anerkannt.
Die Bildungsgänge lassen sich in Diplom-Studiengänge und Nachdiplom-Studiengänge (NDS) einteilen.
Die Aufsicht der höheren Fachschulen obliegt den Kantonen.
Die Diplome werden von den ausgebenden Schulen erfasst und registriert, nicht aber zentral oder eidgenössisch.
Lehrer/Dozenten müssen, ähnlich wie Berufsschullehrer, eine didaktische Ausbildung besitzen.
Die höheren Fachschulen lassen sich nach Anbieter wie folgt einteilen:
- öffentlich-rechtliche Anbieter (kantonale Schulen)
- private Anbieter mit Leistungsauftrag von den Kantonen
- private Anbieter ohne Leistungsauftrag der Kantone

## Internationale Einordnung
siehe auch: Bildungssystem in der Schweiz
Die höheren Fachschulen der Schweiz gehören zur Tertiärstufe des Schweizer Bildungssystems.
Früher wurde noch zwischen Tertiärstufe A und B unterschieden. Diese Unterscheidung ist im Rahmen der ISCED Revision von 2011 jedoch aufgehoben worden. Damit befinden sich die HF-Abschlüsse bzw. die Ausbildungen der höheren Fachschulen der Schweiz auf der gleichen Stufe wie Fachhochschulen oder Universitäten. Eine Unterscheidung zwischen A und B gibt es nicht mehr.
Die höheren Fachschulen der Schweiz entsprechen sowohl von den Voraussetzungen als auch Dauer und Anerkennung zumeist deutschen Fachschulen.
Im Gegensatz zur früheren ISCED Skala, befindet sich die HF-Ausbildung heute ebenfalls auf Level 6. Gemeinsam mit einem Bachelorabschluss. Dies vereinfacht die Vergleichbarkeit eines Bachelors mit einem HF-Abschluss weiter. Denn die frühere Klassifizierung des HF-Abschlusses auf Level 5B war dafür nicht sehr förderlich. Seit der ISCED Revision von 2011, sind Bachelorabschlüsse mit 180 ECTS Punkten sowie ein HF-Abschluss gleichwertig gestellt.
Im EQF liegt die Zuordnung ebenfalls gemeinsam mit dem Bachelor-Abschluss auf Level 6.

## Zulassungsbedingungen
Die Voraussetzungen für eine Zulassung sind Abschluss auf Sekundarstufe II (min. dreijährige Lehre (EFZ), Fachmittelschulausweis, Matura etc.).
Für die meisten Bereiche muss der Abschluss auf Sekundarstufe II nicht einschlägig sein (→ offen für Quereinsteiger), die grösste Ausnahme bildet der Bereich Technik.
Oft schreiben die Verordnungen eine Eignungsabklärung vor.
Den Schulen steht es zusätzlich frei, weitere Bedingungen zu erlassen.

### Technik
Im Bereich Technik ist ein einschlägiger Berufsabschluss mit Fähigkeitszeugnis die zwingende Voraussetzung.

### Gesundheit
Im Bereich Gesundheit gelten ein Abschluss auf Sekundarstufe II und das erfolgreiche Bestehen der Eignungsabklärung als Voraussetzung für das Studium. Ein einschlägiger Berufsabschluss kann angerechnet werden und führt zu einem entsprechend verkürzten Studium.
Unter anderem weil keine Matura vorausgesetzt wird, stellen die höheren Fachschulen Gesundheit ein wichtiges Mittel gegen den drohenden Fachkräftemangel dar.

### Künste und Gestaltung
Im Bereich Künste und Gestaltung stellen ein Abschluss auf Sekundarstufe II und das Bestehen der Eignungsabklärung die Bedingungen für die Zulassung zum Studium dar. Das grösste Gewicht hat die (individuelle) Eignungsabklärung.

## Weiterbildungsmöglichkeiten
Mit dem Abschluss der höheren Fachschule (Diplom) stehen die Nachdiplom-Studiengänge (NDS) im gleichen Bereich offen. Die Fachhochschule steht grundsätzlich ebenfalls offen, jedoch wird zum Teil weitere Vorbildung verlangt. Studienleistungen an höheren Fachschulen können «sur dossier» angerechnet werden.

### Gesundheit
Für dipl. Pflegefachpersonen HF gibt es ein Vollzeitstudium zum Bachelor in Pflege. Für den höheren Fachschulabschluss werden bis zu 90 Credit Points angerechnet.
Als weiteres Vorwissen werden Mathematik auf BMS-Niveau, Englisch-Kenntnisse auf Stufe B1 sowie für fremdsprachige Studenten Deutschkenntnisse auf Stufe B2 verlangt.

### Technik
Die Aufnahme zu den Bachelor-Studiengängen erfolgt «sur dossier», die Anrechnung erfolgt individuell.
Eine Ausnahme bildet die Fernfachhochschule Schweiz, welche bei einschlägigem HF-Abschluss fix zwischen 80 und 90 Credit Points anrechnet und so den Quereinstieg ins 5. Semester (von 9 Semestern) ermöglicht.

## Geschichte

### Frühere höhere Fachschulen
siehe auch Fachhochschule (Schweiz)
Bis zum 6. Oktober 1995 waren die höheren technischen Lehranstalten (HTL), Höhere Wirtschafts- und Verwaltungsschule (HWV), höhere Fachschulen für Gestaltung (HFG) und viele Fachschulen für Soziale Arbeit (wie die Hochschule Luzern) ebenfalls höhere Fachschulen, danach wurden sie in Fachhochschulen umgewandelt. Dieser Umstand führt mitunter zu Verwirrungen und statistischen Schwierigkeiten.
Eine Sonderstellung nahm die 1974 gegründete Schweizerische Höhere Fachschule für Augenoptik (SHFA) ein. Sie bot nie einen eigenen Abschluss, sondern bereitete auf die höhere Fachprüfung zum dipl. Augenoptiker vor. Sie wurde erst 2007 als Institut für Optometrie in die FHNW integriert.

### Heutige höhere Fachschulen
Alle heutigen höheren Fachschulen gehen auf Weiterbildungsinstitute für Berufsleute zurück. Diese Weiterbildungsinstitute wurden u. a. von der Wirtschaft gegründet, um den Eigenbedarf an Fach- und Führungskräften zu decken. Dieser Eigenbedarf führte zur Praxisorientierung. Dadurch, dass sie von einzelnen Firmen, Verbänden, Branchen etc. getragen wurden, waren und sind die Schulen sehr spezifisch. Eine gemeinsame, auch bereichsübergreifende Basis wurde erst viel später (u. a. durch eidgenössische Anerkennung und Mindestvorschriften) aufgebaut.
Die letzten grossen Reformen (2004/2005) war zwar richtungsweisend im Hinblick auf eine klarere Positionierung in der Schweizer Bildungslandschaft und eine Vergleichbarkeit auf internationaler Ebene, der Praxisfokus wird jedoch beibehalten. Die altrechtlichen Titel sind in der Regel den neuen gleichgestellt.
Seit 2005 besteht eine Eidgenössische Kommission für Höhere Fachschulen. Die Konferenz der Höheren Fachschulen der Schweiz besteht seit 2007.

#### Gesundheit
Die Höheren Fachschulen für Gesundheit wechselten 2004 vom Gesundheitsdepartement zum Bildungsdepartement. Auch die meisten anderen Höheren Fachschulen werden den kantonalen Bildungsdepartementen zugeordnet; eine Ausnahme sind die Höheren Fachschulen im Kanton Zug, welche vom Volkswirtschaftsdepartement getragen resp. koordiniert werden.
Die altrechtlichen Titel (vor 2011) sind in der Regel den neuen gleichgestellt. Eine Ausnahme bilden aber die Pflegeberufe: Zwar ist das Diplomniveau II dem Abschluss einer Höheren Fachschule gleichgestellt, nicht aber das Diplomniveau I. Es existieren aber Aufholkurse, die vom DN I zum HF-Abschluss führen.
Seit Herbst 2008 werden im Bereich Gesundheit die Richtungen Ergotherapie, Ernährungsberatung, Hebamme und Physiotherapie nicht mehr an Höheren Fachschulen angeboten, sondern den Fachhochschulen zugeordnet. Für Absolventen der jeweiligen Höheren Fachschulen ist ein nachträglicher Titelerwerb über Zusatzkurse möglich.

#### Technik
siehe auch Techniker und Technikerschule
Die ersten Technikerschulen (bzw. deren Ausbildungsgänge) wurden 1983 eidgenössisch anerkannt, zuvor waren die Schulen nicht oder nur kantonal anerkannt.
Die Technikerschulen (TS) wurden 2005 offiziell zu Höheren Fachschulen (HFT) umgewandelt, der Begriff Technikerschule ist aber immer noch gebräuchlich. Die Umwandlung erfolgte ohne Bruch der Ausbildungstradition, die Abschlüsse gelten als voll äquivalent.
Mit dem Rahmenlehrplan von 2010 wurden die Fachrichtungen konsolidiert und vereinheitlicht.

#### Wirtschaft
Die Höheren Kaufmännischen Gesamtschulen (HKG – Gründung der ersten HKG im Herbst 1960 in Bern) wurden 2005 offiziell zu höheren Fachschulen (HFW) umgewandelt. Die Umwandlung erfolgte ohne Bruch der Ausbildungstradition, die Abschlüsse gelten als voll äquivalent.
Eckpunkte des Studiums sind gesamtschweizerisch geregelt. Beispiel HFW – dipl. Betriebswirtschafter HF.

#### Land- und Waldwirtschaft
Die Technikerschule Strickhof im Kanton Zürich startete im Jahr 1997. Eidgenössisch anerkannt wurde sie 1999, und mit ihrer Umwandlung zur Höheren Fachschule wurde sie die erste Höhere Fachschule im Bereich Landwirtschaft. Mit dieser Umwandlung änderte sich auch die Berufsbezeichnung von Techniker TS Agrarwirtschaft in dipl. Agrotechniker HF.
Im Bereich Waldwirtschaft ist die frühere Interkantonale Försterschule (vorher: Bildungszentrum Wald Lyss) zu erwähnen, die seit 1969 zum Förster ausbildet.
Heute gibt es mehrere Höhere Fachschulen für Landwirtschaft bzw. Waldwirtschaft. Die Absolventen dürfen die Berufsbezeichnungen dipl. Agrotechniker HF, dipl. Agrokaufmann HF bzw. dipl. Förster HF führen. Die altrechtlichen Abschlüsse sind den heutigen gleichgestellt, das heisst, sie berechtigen zum Führen der aktuellen Titel.

#### Soziale Arbeit // Sozialpädagogik
Der Bereich «Soziale Arbeit» war (inter-)kantonal geregelt. Viele Schulen für Soziale Arbeit wurden zu  höheren Fachschulen umgewandelt bzw. als solche anerkannt. Wer über ein Diplom einer entsprechenden Schule für Soziale Arbeit verfügt, kann es unter gewissen Bedingungen als höheres Fachschul-Diplom anerkennen lassen.
Das höhere Fachschul-Diplom in Sozialer Arbeit kann wiederum unter bestimmten Voraussetzungen in ein Fachhochschuldiplom umgewandelt werden.
Mittlerweile sind die Höheren Fachschulen für Soziales auf den Teilbereich Sozialpädagogik (also einen Teilbereich der Sozialen Arbeit) spezialisiert. Die Fachhochschulen hingegen bilden in allen Teilbereichen der Sozialen Arbeit aus und zusätzlich die Anwendung wissenschaftlicher Erkenntnisse und Methoden.
Dipl. Sozialpädagogen HF können ein Passerelle-Studium an einer Fachhochschule belegen und so einen Fachhochschulabschluss erlangen.

## Finanzierung
Die Finanzierung der Höheren Fachschulen erfolgt über verschiedene Kanäle.
Unter anderem:
- Kantonale Beiträge
- Organisationen der Arbeitswelt
- Semesterbeiträge/Einschreibegebühren/Prüfungsgebühren durch die Studenten

### Kantonal
Die Höheren Fachschulen werden unter anderem vom jeweiligen Kanton finanziert.
Seit 2014 existiert die «Interkantonale Vereinbarung über Beiträge an Bildungsgänge der Höheren Fachschulen» (HFSV), der alle Schweizer Kantone und das Fürstentum Liechtenstein beigetreten sind.
Für Studenten aus einem anderen Kanton (der nicht über die HFSV beteiligt ist) und dem Ausland bedeutet dies höhere Kosten (Semesterbeiträge).
Vorläufer der «Interkantonalen Vereinbarung über Beiträge an Bildungsgänge der Höheren Fachschulen» (HFSV) war die «Interkantonale Fachschulvereinbarung» (FSV).